# Indodiplostix arquata
Indodiplostix arquata är en skalbaggsart som först beskrevs av Lewis 1907.  Indodiplostix arquata ingår i släktet Indodiplostix och familjen stumpbaggar. Inga underarter finns listade i Catalogue of Life.